# Small Faces (album de 1966)
Ne doit pas être confondu avec Small Faces (album de 1967).
Pour les articles homonymes, voir Small Faces.
Albums de Small Faces
From the Beginning
(1967)
Singles
1. Whatcha Gonna Do About It
Sortie : 6 août 1965
2. Sha-La-La-La-Lee
Sortie : 28 janvier 1966

Small Faces est le premier album du groupe du même nom, sorti en mai 1966 chez Decca Records. Il se classe no 3 des ventes au Royaume-Uni à sa sortie.
Une partie de l'album est enregistrée avec le claviériste Jimmy Winston avant son renvoi et son remplacement par Ian McLagan.

## Titres

### Face 1
1. Shake (Sam Cooke) – 2:55
2. Come On Children (Kenney Jones, Ronnie Lane, Steve Marriott, Jimmy Winston) – 4:20
3. You'd Better Believe It (Kenny Lynch, Jerry Ragovoy) – 2:19
4. It's Too Late (Jones, Lane, Marriott, Winston) – 2:37
5. One Night Stand (Lane, Marriott) – 1:50
6. Whatcha Gonna Do About It (Ian Samwell, Lane, Marriott) – 1:59

### Face 2
1. Sorry She's Mine (Kenny Lynch) – 2:48
2. Own Up Time (Jones, Lane, Marriott, Ian McLagan) – 1:47
3. You Need Loving (Lane, Marriott) – 3:59
4. Don't Stop What You're Doing (Jones, Lane, Marriott, McLagan) – 1:55
5. E Too D (Lane, Marriott) – 3:02
6. Sha-La-La-La-Lee (Kenny Lynch, Mort Shuman) – 2:56

### Titres bonus
La réédition au format CD parue chez Decca en 1996 inclut cinq titres supplémentaires (des versions alternatives de chansons de l'album) :
1. Shake (Cooke) – 2:51
2. Come On Children (Jones, Lane, Marriott, Winston) – 3:24
3. Whatcha Gonna Do About It (Samwell, Lane, Marriott) – 2:17
4. Own Up Time (Jones, Lane, Marriott, McLagan) – 2:25
5. E Too D (Lane, Marriott) – 3:11

Une autre réédition, parue en 2006 à l'occasion de la quarantième anniversaire de l'album, inclut onze titres supplémentaires (des versions alternatives de chansons de l'album et d'autres uniquement sorties en 45 tours à l'époque) :
1. What's a Matter Baby – 2:48
2. I've Got Mine (Marriott, Lane) – 2:47
3. Grow Your Own – 2:12
4. Hey Girl (Marriott, Lane) – 2:17
5. Almost Grown – 3:09
6. Whatcha Gonna Do About It (Samwell, Lane, Marriott) – 2:16
7. Come On Children (Jones, Lane, Marriott, Winston) – 3:23
8. Shake (Cooke) – 2:48
9. Own Up Time (Jones, Lane, Marriott, McLagan) – 2:23
10. E Too D (Lane, Marriott) – 3:11
11. Hey Girl (Marriott, Lane) – 2:13

## Musiciens
- Steve Marriott : guitare, chant
- Ronnie Lane : basse, chant, chœurs
- Jimmy Winston : claviers, guitare rythmique, chœurs (2, 4, 6, 10, 11)
- Kenney Jones : batterie, percussions

## Musiciens additionnels
- Ian McLagan : claviers, chœurs (1, 3, 5, 8, 9, 12)
- Kenny Lynch : chœurs (3, 7, 12)